# Osmaniye (provincie)
Osmaniye is een provincie in Turkije. De provincie is 3189 km² groot en heeft 458.782 inwoners (2000). De hoofdstad is het gelijknamige Osmaniye.

## Bestuurlijke indeling

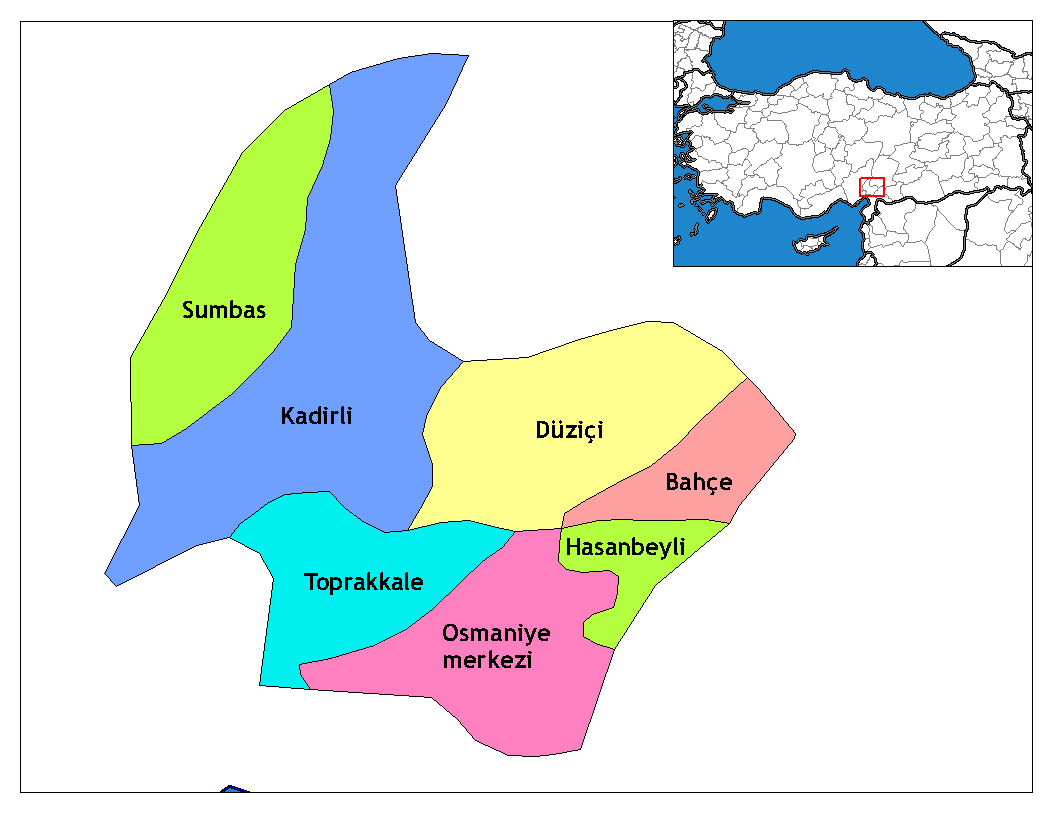
Districten van Osmaniye

### Districten
De provincie bestaat uit de volgende zeven districten:
| - Bahçe - Düziçi - Hasanbeyli - Kadirli | - Osmaniye - Sumbas - Toprakkale |